# كارل الأول (كونت بالاتينات-بيركنفلد)
كارل الأول ( 4 سبتمبر 1560 - 16 ديسمبر 1600)؛ كان كونت بالاتينات ودوق في بافاريا وكونت في فلدينتس وسبونهايم وكذلك دوق تسفايبروكن-بركنفيلد منذ 1569 حتى 1600.

## السيرة الذاتية
وُلِد كارل في نيوبورغ عام 1560 باعتباره الابن الأصغر لـ فولفغانغ كونت بالاتينات-تسفايبروكن، بعد وفاة والده عام 1569 قسم كارل وإخوته ممتلكات والدهم: حصل كارل على حصة بالاتينات في مقاطعة سبونهايم، هي منطقة صغيرة حول بيركنفلد، كارل هو مؤسس بيت بالاتينات-بيركنفلد.
توفي كارل في بيركنفلد عام 1600 ودُفن في مايزنهايم بجوار عائلته، كان كارل أمير دولة غير مهمة نسبيًا، ولكن وشهرته الرئيسية هي أن ملوك بافاريا وإليزابيث إمبراطورة النمسا وإليزابيث ملكة بلجيكا ينحدرون منه.

## الزواج
تزوج كارل في 23 فبراير 1590 من دوروثيا من براونشفايغ-لونيبورغ (1 يناير 1570 - 15 أغسطس 1649)؛ ابنة الدوق فيلهلم السادس ودوروثيا ابنة كريستيان الثالث ملك الدنمارك والنرويج، وأنجبت منها:
1. غيورغ فيلهلم (6 أغسطس 1591 - 25 ديسمبر 1669).
2. صوفي (29 مارس 1593 - 16 نوفمبر 1676)؛ متزوجة من كراتو السابع من هونلوه-نوينشتاين.
3. فريدرش (29 أكتوبر 1594 - 20 يوليو 1626).
4. كريستيان الأول (3 نوفمبر 1598 - 6 سبتمبر 1654).